# Национальный военный совет
Национальный военный совет (НВС; нидерл. Nationale Militaire Raad, N.M.R.) был создан сразу после переворота 25 февраля 1980 года в Суринаме. Совет сверг правительство Хенка Аррона и взял на себя правление страной. Вначале состоял из 8 человек:
- Дези Баутерсе (сержант-майор);
- Рой Хорб[нидерл.] (сержант);
- Рамон Абрахамс[нидерл.] (сержант);
- Стэнли Йоэмман (сержант);
- Хас Мейналс[нидерл.] (сержант);
- Лауренс Неде[нидерл.] (сержант);
- Михель ван Рей[нидерл.] (старший лейтенант);
- Бадриссейн Ситал[нидерл.] (сержант-майор).

Баутерсе был назначен командующим Суринамской армии. Из прежде названных восьми человек лишь Хорб и Баутерсе входили в «группу 16 сержантов», устроивших государственный переворот. Абрахамс, Неде и Ситал ранее были арестованы за создание военного союза и находились под арестом в казармах Мемре-Буку. Военный совет назначил себе политических консультантов, которыми стали представители других партий, главным образом левых: Эдди Брума, Фрэнк Лефланг, Фредди Дерби (P.N.R.), Рубен Ли-Пау-Сэм (Volkspartij), Иван Кролис (P.A.L.U.) и Хенк Херренберг (S.P.S.). 
Национальный военный совет предложил кандидатуры Хендрика Рудольфа Чан А Сена в качестве нового премьер-министра и Андре Хакмата в качестве его заместителя. Президентом первоначально оставался Йохан Ферье, с которым были согласованы вопросы сохранения демократического строя в стране и действовавшей конституции. В августе 1980 года НВС вынудил его уйти в отставку; новым президентом стал Чан А Сен, сохранивший и пост премьер-министра. Последний, в свою очередь, был вынужден, по требованию НВС, оставить оба правительственных поста в феврале 1982 года. Новым президентом НВС назначил Лахмиперсада Фредерика Рамдата Мисира, занимавшего этот пост всё оставшееся время военного правления.
Политический курс НВС вначале был центристским, но и в его составе были представители разных флангов. 15 сентября 1980 года «левые» Мейналс, Ситал и Йоэмман были арестованы и приговорены к нескольким годам тюремного заключения по обвинению в заговоре. Когда через несколько месяцев симпатии Баутерсе сдвинулись влево, он освободил их. Ситал был назначен министром здравоохранения. Мейналс и Йоэмман заняли важные посты в армии. Изменение политического курса Баутерсе отчасти было вызвано усилением влияния Хакмата, который в это же время был освобожден от занимаемой должности.
Сделав ставку на социалистический лагерь, НВС начал укреплять связи с режимами на Кубе, Гренаде и в Никарагуа, что в 1982 году стало одной из причин массовых протестов и забастовок в Суринаме. Подстрекаемый премьер-министром Гренады Морисом Бишопом, Баутерсе жестоко расправился с оппозицией. 8 декабря 1982 года пятнадцать человек были схвачены военными, привезены в тюрьму в Форт-Зеландия и, после пыток, расстреляны. После декабрьских убийств НВС продолжил функционировать до выборов 25 ноября 1987 года, когда был распущен. Баутерсе пошёл на уступки и согласился на переход к гражданскому правлению из-за начавшейся в 1986 году партизанской войны. В последние годы военного режима он отказался от социалистической ориентации и выслал из страны кубинских советников; причиной этого стало вторжение США на Гренаду и казнь Бишопа в 1983 году. В 1988 году, уже после роспуска НВС, Баутерсе подал в отставку с должности главнокомандующего армией Суринама.